# Illa Yakobi
Yakobi (en rus: Якоби) és una illa deshabitada de l'arxipèlag Alexander, al sud-est d'Alaska, Estats Units. Es troba al sud del Cross Sound, a l'extrem occidental de l'illa de Chichagof, de la qual es troba separada per l'estret de Lisianski. L'illa té una superfície de 213,3 km², un perímetre de 97,7 quilòmetres i una altura màxima de 869 msnm. Es troba dins del Bosc Nacional Tongass.
El 1804 el capità Iuri Lissianski de la Marina Imperial Russa la va nomenar en honor a Ivan Iakobi, governador general d'Irkutsk. El nom tlingit de l'illa és Takhanes.